# فرانز فون شوبر
فرانز فون شوبر (بالألمانية: Franz von Schober)‏ (و. 1796 – 1882 م) هو شاعر، وواضع كلمات الأوبرا، وكاتب، وممثل مسرحي، وملحن نمساوي، توفي في درسدن، عن عمر يناهز 86 عاماً.

## روابط خارجية
- فرانز فون شوبر على موقع الموسوعة البريطانية (الإنجليزية)
- فرانز فون شوبر على موقع ميوزك برينز (الإنجليزية)
- فرانز فون شوبر على موقع ديسكوغز (الإنجليزية)